# Can Mata-Rectors
Can Mata-Rectors és un mas ubicat al terme municipal de Sant Feliu de Buixalleu al veïnat de Gaserans. Apareix fotografiat ja en els primers vols aeris dels americans l'any 1946 i 1956, on s'aprecia el mas. Les fotografies es poden veure a través de l'eina del ICGC, Vissir3.

## Topònim
El nom del mas era originalment can Mata, segons sembla el nom va canviar al segle xix després d'alguns fets.
Segons explica Jaume Coll i Castanyer al llibre "Breda Històrica i Actual", un dels possibles orígens del nom del mas es deu a una mala situació entre els inquilins del mas i una partida de carlins dirigida pel general Josep Miralles Marín. Es diu que "la ronda d'en Miralles", voltaven per la zona buscant a gent que anava en contra dels seus interessos. A conseqüència d'aquestes cerques molta gent va morir afusellada damunt del Pont del Mut, a Breda. Seguint la cerca, els carlins es van presentar a Can Mates (nom originari del mas) buscant el pare de la família. El primer que es van trobar va ser l'hereu. L'hereu intentant no delatar al seu pare, feia veure que no sabia on era. Finalment, van trobar al pare amagat en un forat que s'havia fet dins el paller. El grup de carlins amb totes les ganes de venjança, agafaren l'escó de la cuina i van obligar el seu fill a degollar-lo, fent-li vessar tota la sang en un gibrell que utilitzaven per a la matança del porc. El gibrell el van fer aguantar per l'hereu. Segons sembla el pare havia estudiat per a capellà, d'aquí el canvi de nom del mas a Can Mata-Rectors. L'únic fet contrastat d'aquesta llegenda és la mort d'en Miquel Sura, en Matarectors, a mans d'un escamot de soldats carlins. El fet està recollit en una nota de memòries d'en Jacint Buhils, de cal Mestre.
Un altre possible origen del nom Mata-rectors es diu que prové de les desavinences entre pare i fill del mas. Segons diu la tradició Miquel Sura (fill) va lligar al seu pare amb un escó de la cuina i amb l'ajuda de la germana, van punxar-li la vena del coll amb una agulla de fer mitja, desengran-se fins a quedar sense vida. També es diu que la sang era recollida en el gibrell de la mort del porc. La incisió era tan petita que un cop denunciat el fet, no el van poder incriminar. Com que el pare havia estudiat de jove per capellà, les males llengües varen batejar a Miquel Sura com a "Mata-Rectors".
Es pot trobar localitzat al mapa: "Les ruïnes del Montseny".